# Zbigniew Spruch
Zbigniew Spruch (Kożuchów, 13 dicembre 1965) è un ex ciclista su strada e dirigente sportivo polacco.
Professionista dal 1992 al 2003, conta solo cinque vittorie da professionista, tra le quali un Tour de Pologne, oltre alla medaglia d'argento in linea ai Mondiali 2000 a Plouay.

## Carriera
Spruch si mise in luce subito dopo essere passato professionista nel 1992, quando terminò secondo nella terza tappa della Tirreno-Adriatico di quell'anno, battuto solo da Rolf Sørensen, ma davanti a Moreno Argentin. L'anno seguente partecipò per la prima volta ad una grande corsa a tappe, il Tour de France, dove tuttavia non riuscì a ottenere buoni risultati e si ritirò prima della fine.
Il 1994 ottenne diversi piazzamenti al Tour Méditerranéen e al Trofeo Pantalica fu secondo, dietro solo a Giorgio Furlan. Chiuse la stagione con un terzo posto nella classica francese Parigi-Tours. Nel 1995 ottenne tre vittorie e ancora diversi piazzamenti. Nel 1996 al Giro d'Italia entrò tre volte nei primi tre ma non riuscì ad ottenere alcuna vittoria, mentre al Tour de France terminò ancora anzitempo la corsa. Successivamente partecipò ai Giochi della XXVI Olimpiade di Atlanta, dove terminò nono nella prova in linea.
Nel 1997 ottenne solo piazzamenti in corse di secondo piano: fu secondo nell'Étoile de Bessèges e quinto nella Tirreno-Adriatico. Si riscattò l'anno successivo dove ottenne due vittorie, di cui una ancora al Giro di Polonia.
Nel 1999 si piazzò secondo nel Giro della Provincia di Lucca, terzo alla Milano-Sanremo, secondo nella Gand-Wevelgem e quinto al Giro delle Fiandre. Si ripete nel 2000, quando fu quarto nella Milano-Sanremo, ottavo nell'Amstel Gold Race, nono al Giro delle Fiandre e settimo nella Parigi-Tours. I risultati ottenuti in queste classiche gli valsero il nono posto nella classifica finale della Coppa del mondo e la convocazione per i mondiali di Plouay, dove fu secondo battuto solo da Romāns Vainšteins, ma davanti all'ex iridato Óscar Freire. Ai Giochi della XXVII Olimpiade di Sidney fu ventesimo nella prova in linea.
Nel 2001 l'ultimo piazzamento, con un decimo posto nella Parigi-Tours, prima del ritiro nel 2003.

## Palmarès
- 1988 (dilettanti)

3ª tappa Corsa della Pace
- 1989 (dilettanti)

3ª tappa Tour de Pologne
5ª tappa Tour de Pologne
2ª tappa Corsa della Pace
- 1991 (dilettanti)

Prologo Tour de Pologne (cronometro)
2ª tappa Tour de Pologne
3ª tappa Tour de Pologne
4ª tappa Tour de Pologne
- 1995

2ª tappa Tour de Pologne
Classifica generale Tour de Pologne
1ª tappa Grand Prix du Midi Libre
- 1998

5ª tappa Settimana Ciclistica Lombarda (Bergamo > Lallio)
1ª tappa Tour de Pologne (Słupsk)

## Piazzamenti

### Grandi Giri
- Giro d'Italia

1992: 47º
1994: 66º
1995: ritirato (8ª tappa)
1996: 47º
1997: 100º
1998: 72º
- Tour de France

1993: ritirato (10ª tappa)
1996: ritirato (11ª tappa)
1999: non partito (10ª tappa)
- Vuelta a España

1993: 46º
1999: ritirato (12ª tappa)
2002: 130º

### Classiche monumento
- Milano-Sanremo

1992: 37
1993: 48º
1994: 14º
1995: 23º
1996: 113º
1997: 63º
1999: 3º
2000: 4º
2002: 99º
2003: 59º
- Giro delle Fiandre

1993: 40º
1994: 15º
1995: 71º
1996: 63º
1999: 5º
2000: 9º
2002: 38º
2003: 37º
- Parigi-Roubaix

1997: 51º
1996: 14º
2000: 15º
2002: 15º
- Liegi-Bastogne-Liegi

1995: 47º
1999: 12º
2000: 15º

### Competizioni mondiali
- Campionati del mondo su strada

Benidorm 1992 - In linea: ritirato
Duitama 1995 - In linea: ritirato
Valkenburg 1998 - In linea: 44º
Verona 1999 - In linea: ritirato
Plouay 2000 - In linea: 2º
Lisbona 2001 - In linea: ritirato
Zolder 2002 - In linea: 50º
- Giochi olimpici

Atlanta 1996 - In linea: 9º
Sydney 2000 - In linea: 20º